# Posta-restante
Posta-restante (francês: poste restante) a correspondência que é enviada para a uma Estação de Correios (PT) e lá permanece até que seja reclamada por seu destinatário, mediante pagamento de uma taxa, ou decorra o prazo para levantamento dela. Também é o nome do lugar onde essas cartas ficam guardadas.

## Portugal
Em Portugal, "O prazo de conservação do correio endereçado à Posta Restante é o último dia do mês seguinte ao da sua receção, findo o qual será enviado para Refugos Postais.". O custo de levantamento por item (carta ou encomenda) é de €0,65 (Dez/2016).
O formato de endereçamento da carta dirigida à Posta-Restante de uma Estação de Correios é:
Nome Cliente;
Posta Restante Loja *******;
Morada Loja CTT;
Código Postal Loja CTT.

## Brasil
Serviço
No Brasil, o prazo para retirada de uma encomenda em posta restante é de 20 dias após a recepção do pacote na agencia dos correios, mediante ao pagamento de uma taxa de R$ 3,20 (desde 31/01/2019).
O serviço é prestado pelas agencias próprias dos Correios (ACs) e por algumas Agencias Franqueadas (AGFs) não sendo todas as que o prestam, consulte na agencia franqueada de destino se a mesma presta este serviço antes de realizar a postagem.

##### Cultura Popular
A expressão aparece neste trecho da música "Futuros amantes", de Chico Buarque:
Não se afobe não, que nada é pra já / o amor não tem pressa, ele pode esperar / em silêncio num fundo de armário, / na posta-restante milênios, milênios no ar
1. ↑  «Posta Restante». CTT. Consultado em 7 de dezembro de 2016